# Ernest Seillière
Ernest-Antoine Seillière de Laborde, baron romain (1 de enero de 1866, París - 15 de marzo de 1955) fue un escritor, periodista y crítico literario francés.

## Biografía
Hijo de Aimé Seillière (1835-1870) y Marie de Laborde (1844-1867), estudió en la École polytechnique. Fue nombrado miembro de la Academia de Ciencias Morales y Políticas en 1914.
A los ochenta años de edad, Seillière fue uno de los cinco miembros de la Academia francesa (junto a Jean Tharaud, René Grousset, Octave Aubry y Robert d'Harcourt) elegidos el 1 de febrero de 1946 para reemplazar los puestos vacantes derivados de la ocupación nazi en Francia. Fue recibido el 23 de mayo de 1946 por Édouard Le Roy, sucediendo a Henri Lavedan.
Contrajo matrimonio con Germaine Demachy, hija del presidente del BNP Paribas, y fue el abuelo de Ernest-Antoine Seillière.

## Obras
- Le Comte de Gobineau et l'aryanisme historique
- La Philosophie de l'impérialisme
- Étude sur Nietzsche
- Le Mal romantique - Essai sur l'impérialisme irrationnel (1908)
- Émile Zola (1923)
- Psychoanalyse freudienne ou psychologie impérialiste (1928)
- Romantisme et démocratie romantique (1930)
- Émile Faguet historien des idées (1938)
- Le Naturisme de Montaigne et autres essais (1938)
- Un précurseur du national-socialisme. L'actualité de Carlyle(1939)